# Energiebelasting in Nederland
De energiebelasting is een in 1996 in Nederland ingevoerde heffing, toen nog regulerende energiebelasting (REB) genoemd, op het gebruik van elektriciteit en aardgas, geregeld in de Wet belastingen op milieugrondslag.
Deze belasting is ingevoerd als onderdeel van de vergroening van het belastingstelsel door de twee paarse kabinetten. De heffing is budgetneutraal ingevoerd, dat wil zeggen tegelijkertijd met de invoering van de energiebelasting zijn de inkomstenbelastingen met een bedrag gelijk aan de opbrengst van de energiebelasting verlaagd. Het doel van de energiebelasting is een efficiënt gebruik van energie te stimuleren.
In eerste instantie was groene stroom vrijgesteld van deze belasting. Buitenlandse producenten mochten vanwege EU-regels echter niet worden buitengesloten. Dit zorgde voor het weglekken van belastinggelden naar het buitenland. Per 1 juni 2004 is deze vrijstelling daarom opgevolgd door de Ministeriële regeling Milieukwaliteit Elektriciteitsproductie (MEP).
Voor aardgas gebruikt als voertuigbrandstof (cng) is een speciaal (laag) tarief van toepassing. Ook is voor de Nederlandse tuinbouwsector een verlaagd energiebelastingtarief van toepassing.
De energiebelasting wordt geïnd door het leverende energiebedrijf, dat deze belasting afdraagt aan de belastingdienst.

## Tarieven energiebelasting
De energiebelasting wordt in schijven berekend. Over het eerste stuk verbruik wordt de meeste belasting geheven, gemiddeld betalen kleinverbruikers (zoals huishoudens) dus meer dan grote verbruikers (vaak bedrijven). De tarieven (exclusief btw) zijn als volgt:
| Elektriciteitsverbruik          | 2009    | 2010    | 2011    | 2012    | 2013    | 2014    | 2015     | 2016     | 2017     | 2018     | 2019     | 2020     | 2021     | 2022     | 2023     | 2024     | 2025     |
| ------------------------------- | ------- | ------- | ------- | ------- | ------- | ------- | -------- | -------- | -------- | -------- | -------- | -------- | -------- | -------- | -------- | -------- | -------- |
| 0-10.000 kWh                    | €0,1085 | €0,1114 | €0,1121 | €0,1140 | €0,1165 | €0,1185 | €0,1196  | €0,1007  | €0,1013  | €0,10458 | €0,09863 | €0,09770 | €0,09428 | €0,03679 | €0,12599 | €0,10880 | €0,10154 |
| 10.000-50.000 kWh               | €0,0398 | €0,0406 | €0,0408 | €0,0415 | €0,0424 | €0,0431 | €0,0469  | €0,04996 | €0,04901 | €0,05274 | €0,05337 | €0,05083 | €0,05164 | €0,04361 | €0,10046 | €0,09037 | €0,06937 |
| 50.000-10 miljoen kWh           | €0,0106 | €0,0108 | €0,0109 | €0,0111 | €0,0113 | €0,0115 | €0,0125  | €0,01331 | €0,01305 | €0,01404 | €0,01421 | €0,01353 | €0,01375 | €0,01189 | €0,03942 | €0,03943 | €0,03868 |
| >10 miljoen kWh (niet-zakelijk) | €0,0010 | €0,0010 | €0,0010 | €0,0010 | €0,0010 | €0,0010 | €0,00107 | €0,00107 | €0,00107 | €0,00116 | €0,00117 | €0,00111 | €0,00113 | €0,00114 | €0,00175 | €0,00254 | €0,00388 |
| >10 miljoen kWh (-zakelijk)     | €0,0005 | €0,0005 | €0,0005 | €0,0005 | €0,0005 | €0,0005 | €0,00053 | €0,00053 | €0,00053 | €0,00057 | €0,00058 | €0,00055 | €0,00056 | €0,00057 | €0,00115 | €0,00188 | €0,00321 |

Het verlaagde tarief voor zakelijk gebruik > 10 miljoen kWh wordt niet automatisch toegepast. De afnemer moet hiervoor jaarlijks een verklaring, betreffende zakelijk verbruik, afgeven aan zijn leverancier.
Per elektriciteitsaansluiting met betrekking tot onroerende zaken die op zich als gebouwde eigendommen zijn aan te merken en die kunnen dienen als woning of ten behoeve van de uitoefening van een bedrijf of beroep of anderszins een verblijfsfunctie hebben, wordt een vermindering toegepast, een soort heffingskorting. Deze bedroeg in 2018 exclusief btw € 308,54, inclusief 21% btw € 373,33. De Wet van 19 december 2018 tot wijziging van enkele belastingwetten en enige andere wetten (Fiscale vergroeningsmaatregelen 2019) heeft onder meer deze vermindering met ingang van 2019 verlaagd naar € 257,54 excl. btw, € 311,62 incl. 21% btw. Voor 2022 is de vermindering tijdelijk verhoogd van €462,62 naar €681,63 exclusief btw.
Er is niet iets dergelijks voor gas. Als de heffingskorting hoger is dan de belasting over het verbruik wordt het verschil uitbetaald. In de praktijk wordt het verschil verrekend met de rest van de energierekening.
| Aardgasverbruik              | 2009    | 2010    | 2011    | 2012    | 2013    | 2014    | 2015    | 2016     | 2017     | 2018     | 2019     | 2020     | 2021     | 2022     | 2023     | 2024     | 2025     |
| ---------------------------- | ------- | ------- | ------- | ------- | ------- | ------- | ------- | -------- | -------- | -------- | -------- | -------- | -------- | -------- | -------- | -------- | -------- |
| 0-5.000 m3                   | €0,1580 | €0,1629 | €0,1639 | €0,1667 | €0,1862 | €0,1894 | €0,1911 | €0,25168 | €0,25244 | €0,26001 | €0,29313 | €0,33307 | €0,34856 | €0,36322 | €0,48980 | €0,58301 | €0,57816 |
| 5.000 m3 - 170.000 m3        | €0,1385 | €0,1411 | €0,1419 | €0,1443 | €0,1862 | €0,1894 | €0,1911 | €0,25168 | €0,25244 | €0,26001 | €0,29313 | €0,33307 | €0,34856 | €0,36322 | €0,48980 | €0,58301 | €0,57816 |
| 170.000 m3 - 1 miljoen m3    | €0,0384 | €0,0391 | €0,0393 | €0,0400 | €0,0439 | €0,0446 | €0,0677 | €0,06954 | €0,06215 | €0,06464 | €0,06542 | €0,06444 | €0,06547 | €0,06632 | €0,09621 | €0,22378 | €0,31573 |
| 1 miljoen m3 - 10 miljoen m3 | €0,0122 | €0,0124 | €0,0125 | €0,0127 | €0,0160 | €0,0163 | €0,0247 | €0,02537 | €0,02265 | €0,02355 | €0,02383 | €0,02348 | €0,02386 | €0,02417 | €0,05109 | €0,12855 | €0,20347 |
| > 10 miljoen m3 (zakelijk)*  | €0,0080 | €0,0082 | €0,0082 | €0,0083 | €0,0115 | €0,0117 | €0,0118 | €0,01212 | €0,01216 | €0,01265 | €0,01280 | €0,01261 | €0,01281 | €0,01298 | €0,03919 | €0,04886 | €0,05385 |

Per 1 januari 2013 wordt er geen onderscheid meer gemaakt tussen zakelijk / niet-zakelijk gebruik > 10 miljoen m3. 
In 2024 werd de energiebelasting voor kleinverbruikers op gas opgehoogd naar 70,5 cent per m³.

## Geschiedenis
De Wet van 13 december 1995 tot wijziging van de Wet belastingen op milieugrondslag in verband met de invoering van een regulerende energiebelasting is op 1 januari 1996 in werking getreden.
Per 1 januari 2001 is de Wet van 14 december 2000 tot wijziging van enkele belastingwetten c.a. (Tariefwet 2001) in werking getreden, waarbij de toen bestaande belastingvrije voeten voor aardgas en elektriciteit zijn omgezet in het huidige systeem: een vermindering van de energiebelasting (eventueel tot een negatief bedrag) in de vorm van een vast bedrag per elektriciteitsaansluiting.
Per 1 januari 2004 is de naam van de belasting gewijzigd in energiebelasting.